# Angelo Borrelli
Angelo Borrelli (ur. 18 listopada 1964 w Santi Cosma e Damiano) – włoski urzędnik państwowy, który od 8 sierpnia 2017 roku pełni funkcję szefa ochrony ludności.

## Biografia
Borrelii urodził się w 1964 roku w Santi Cosma e Damiano, niedaleko Latiny w regionie Lacjum. Ukończył ekonomię na Uniwersytecie w Cassino, został audytorem i doradcą podatkowym.
W 2000 roku wstąpił do Krajowego Urzędu Służby Cywilnej. W 2002 został powołany na stanowisko dyrektora wykonawczego Departamentu Obrony Ludności, organu rządowego we Włoszech, który zajmuje się zapobieganiem i zarządzaniem zdarzeniami nadzwyczajnymi. Od 2010 roku do sierpnia 2017 pełnił funkcję zastępcy szefa ochrony ludności, a gdy Fabrizio Curcio podał się do dymisji, premier Paolo Gentiloni mianował go nowym szefem służby cywilnej.
31 stycznia włoska Rada Ministrów powołała Borellego na nadzwyczajnego komisarza ds. sytuacji kryzysowej COVID-19.